# Mildenhall (Suffolk)
Mildenhall is een civil parish in het bestuurlijke gebied Forest Heath, in het Engelse graafschap Suffolk met 10.315 inwoners.
RAF Mildenhall was in 1934 het startpunt van de Melbourne race.

## Sport
- Mildenhall Town FC

## Geboren
- Andy Sutcliffe (1947-2015), autocoureur

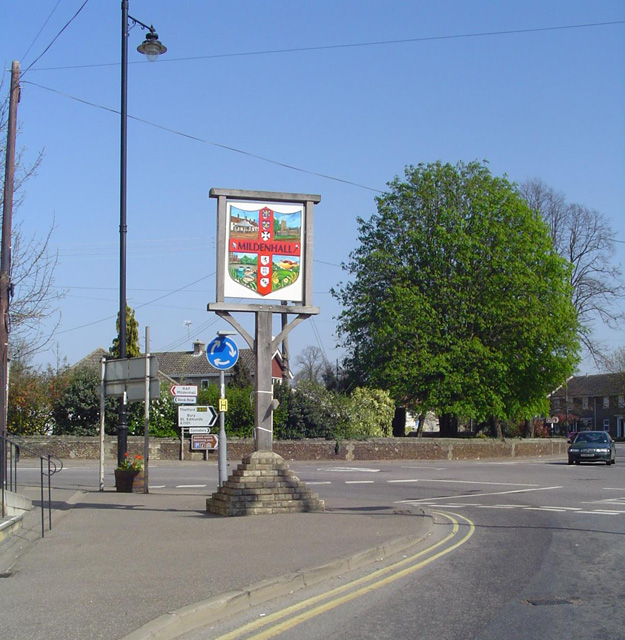